# ویکتور (کالیفرنیا)
ویکتور (به انگلیسی: Victor) یک منطقهٔ مسکونی در ایالات متحده آمریکا است که در شهرستان سن ژواکین، کالیفرنیا واقع شده‌است. ویکتور ۳٫۲۵۱ کیلومتر مربع مساحت و ۲۹۳ نفر جمعیت دارد و ۲۴٫۰۸ متر بالاتر از سطح دریا واقع شده‌است.